# 灌孟
灌孟，原名張孟，穎川郡潁陰（今河南許昌）人，西漢軍事人物，戰死於七國之亂。
张孟曾為潁陰侯灌嬰的舍人，灌嬰对其極為信任，推薦他擔任二千石的官职，張孟感恩而改灌姓。七國之亂時，灌嬰的兒子灌何擔任太尉周亞夫的部將，推薦了灌孟。灌孟當時已經年老體衰，並不想參加戰爭，但不得已，還是擔任校尉，並率領兒子灌夫等一千餘人從軍。
灌孟作戰勇猛，不久與吳王劉濞軍戰鬥中陣亡。
其子灌夫不肯返鄉葬父，繼續戰鬥，後因軍功，拜為中郎將。